# Tonicha
Antónia de Jesus Montes Tonicha Viegas, conocida como Tonicha (Beja, 8 de marzo de 1946), es una cantante portuguesa conocida por su participación en el Festival de la Canción de Eurovisión 1971.

## Carrera
Su primer disco en solitario, con el nombre de Antónia Tonicha, data de 1964, fue titulado Luar para esta noite. En 1966 obtiene el primer premio en el Festival de la Canción de Figueira da Foz con el tema "Boca de Amora" y participa en la película Sarilho de Fraldas, de Constantino Esteves, con Nicolau Breyner, António Calvário y Madalena Iglésias.
Vuelve a ganar en el Festival de la Canción de Figueira da Foz. En 1967 es elegida "Mulher Portuguesa do Ano", por el Clube das Donas de Casa.
Por indicación del etnólogo João Viegas, Tonicha enfoca su carrera hacia la música folclórica portuguesa.

## Festival de Eurovisión
En 1968 se presenta en el Festival RTP da Canção para representar a Portugal en el Festival de Eurovisión, pero no consigue su objetivo quedando en segunda posición.
Conoce a Ary dos Santos a través del compositor Nuno Nazareth Fernandes. Los dos son autores de "Menina do Alto da Serra" que venció en el Festival RTP da Canção de 1971. Tonicha participa en el Festival de la Canción de Eurovisión 1971 celebrado en Dublín, donde queda en 9.º lugar, lo que era el mejor resultado de Portugal en el Festival de Eurovisión hasta entonces.

## Festival de la OTI
En 1972, un año tras su participación en el Festival de Eurovisión, representa a Portugal en el Festival de la OTI. El certamen se celebró en Madrid, interpretó la canción "Glória, glória, aleluia" con la que acabó en sexta posición.

## Discografía

### Álbumes
- Varios artistas - Fala do Homem Nascido (Orfeu, 1972)
- (LP, 1972)
- Folclore (LP, Orfeu, 1973) SB-1066
- As Duas Faces de Tonicha (LP, Zip-Zip, 1974)
- Canções de Abril (conjunto e coros) (LP, Discófilo, 1975)
- Conjunto e Coros (LP, Orfeu, 1975)
- Cantigas do meu País (LP, Orfeu, 1975)
- As Duas Faces de Tonicha (LP, Orfeu, 1975)
- Cantigas Populares (LP, Orfeu, 1976) SB-1088
- Cantigas Duma Terra À Beira Mar (LP, Polygram, 1977)
- Ela Por Ela (LP, Polygram, 1980) - reeditado em 1996
- Foliada Portuguesa (LP, Polygram, 1983)
- Regresso (CD, Polygram, 1993)
- Canções d' Aquém e D'Além Tejo (CD, Polygram, 1995)
- Mulher (CD, Polygram, 1997)
- Canções Para Os Meus Netos (CD, Universal, 2008)
- Cantos da Vida - Colecção Vida (CD, Farol, 2008)

### Recopilatorios
- A Arte e a Música de Tonicha (2LP, Polygram, 1985)
- A Arte e a Música de Tonicha (2LP, Polygram, 1989)
- O Melhor de Tonicha/Trio Odemira (2CD, Universal, 2001)